# Celastrina euphon
Celastrina euphon är en fjärilsart som beskrevs av Hans Fruhstorfer 1910. Celastrina euphon ingår i släktet Celastrina och familjen juvelvingar. Inga underarter finns listade i Catalogue of Life.